# Limnomedusa macroglossa
Limnomedusa macroglossa es una especie  de anfibio anuro de la familia Cycloramphidae, única representante del género Limnomedusa. Se encuentra en el noreste de la Argentina, sur del Brasil, Uruguay, y en el norte de Paraguay.

## Identificación, distribución y hábitat
Es una especie robusta, con una cabeza del mismo ancho que largo, donde se destaca su pupila vertical. Tiene un color marrón en su dorso con algunas manchas oscuras en algunos ejemplares, mientras que su vientre es blanco.  
Se encuentra en todo el territorio uruguayo, en el sur del Brasil (desde Paraná hasta Rio Grande del Sur), así como en el noreste argentino y sur paraguayo. 

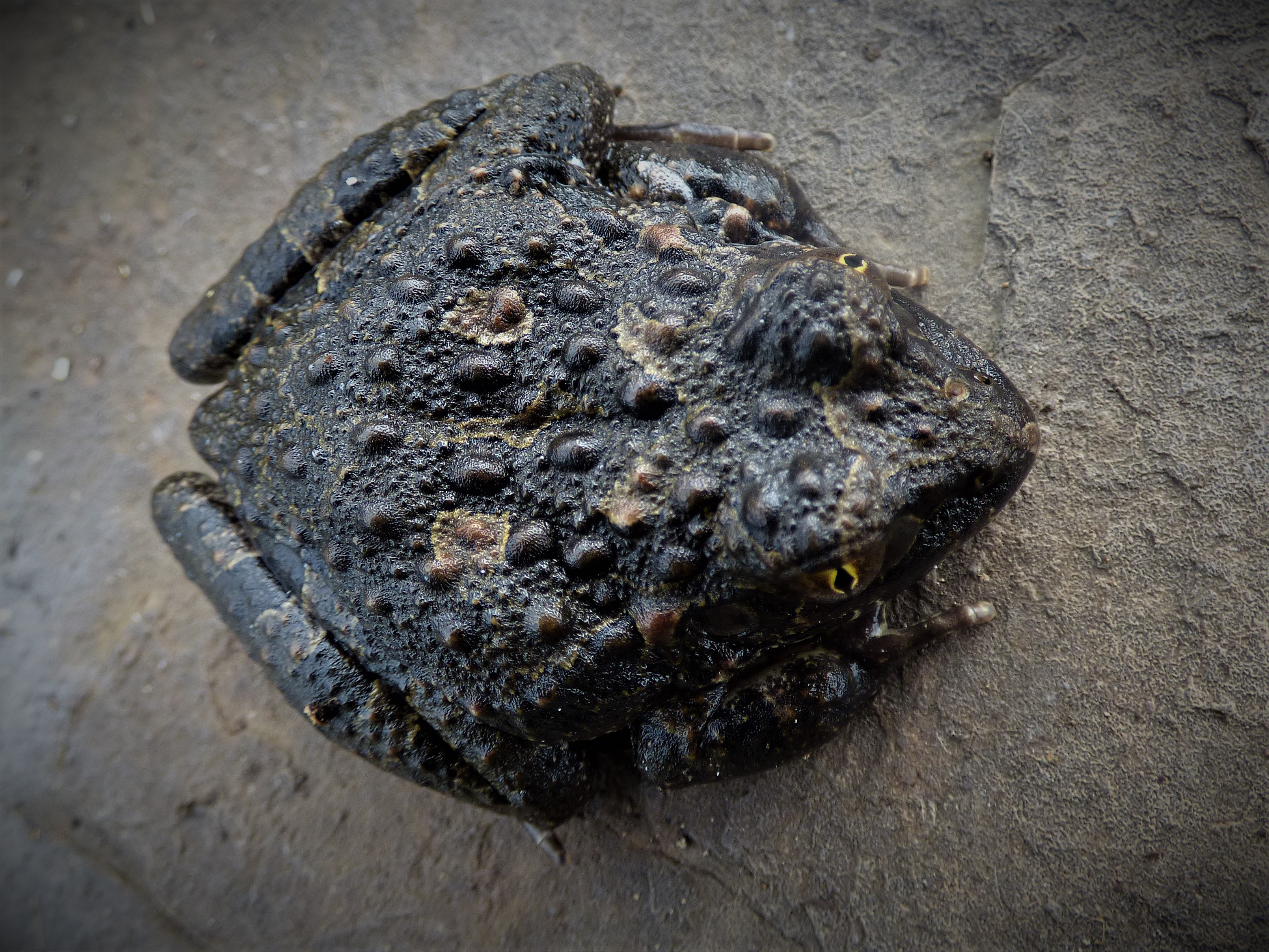
Ejemplar de Limnomedusa macroglossa en Uruguay. Museo Nacional de Historia Natural del Uruguay.

Su hábitat hace honor al nombre con que se la conoce en Uruguay, "rana de las piedras", ya que se la encuentra casi exclusivamente en este terreno.   

## Reproducción
Se reproduce desde finales de primavera y durante todo el verano. Vocalizan durante la noche en ambientes rocosos cercanos a cursos de agua. Los huevos se encuentran en una masa gelatinosa transparente y las larvas son de color negro.